# ایهور ترویانوفسکی
ایهور ترویانوفسکی (اوکراینی: Ігор Трояновський؛ زادهٔ ۹ اوت ۲۰۰۲) ورزشکار ورزش شنا اهل اوکراین است.
وی در مسابقات کشوری و بین‌المللی در مجموع برندهٔ ۱ مدال طلا شده‌است.